# Simon II van Clermont
Simon II van Clermont-Nesle (circa 1210 - 1 februari 1286) was van 1226 tot aan zijn dood heer van Nesle, Ailly en Maulette. Hij behoorde tot het huis Clermont.

## Levensloop
Simon II was de zoon van Rudolf I van Clermont, heer van Ailly, en diens echtgenote Gertrude van Nesle, dochter van Jan van Nesle, burggraaf van Brugge. Hij was een grootneef van Rudolf I van Clermont, graaf van Clermont-en-Beauvaisis en Connétable van Frankrijk. In 1226 volgde hij zijn vader op als heer van Ailly, Maulette en Nesle. 
Hij was een nauw raadgever van koning Lodewijk IX van Frankrijk en hield zich in deze functie voornamelijk bezig met justitie-aangelegenheden. Ook vocht hij in 1253 in de Slag bij Westkapelle, het militaire hoogtepunt van de Vlaams-Henegouwse Successieoorlog. Toen koning Lodewijk IX van Frankrijk in 1270/1271 de Achtste Kruistocht naar Tunis aanvoerde, werd hij samen met Matheus van Vendôme aangesteld tot regent van het koninkrijk. In 1283 was hij een van de getuigen bij de zaligverklaring van Lodewijk IX. 
Simon gold eveneens als de stichter van het Tour de Nesle. Hij stierf in 1286.

## Huwelijk en nakomelingen
In 1242 huwde Simon met Adela (1230-1279), dochter van graaf Amalrik VI van Montfort. Ze kregen volgende kinderen:
- Rudolf II (1245-1302), heer van Nesle, grootkamerheer van Frankrijk en Connétable van Frankrijk
- Simon (overleden in 1312), bisschop van Noyon en Beauvais en pair van Frankrijk
- Amalrik, werd geestelijke
- Gwijde I (1255-1302), heer van Breteuil, Ailly en Maulette en maarschalk van Frankrijk